# Martin Foucault
Pour les articles homonymes, voir Foucault.
Martin Foucault, né le 21 mars 1808 à Château-Gontier (Mayenne) et mort le 16 mars 1892 à Saint-Fraimbault-de-Lassay, est un historien et ecclésiastique, auteur de plusieurs ouvrages sur la région de Laval (Mayenne).

## Biographie
Tout d'abord vicaire à l'église Saint-Rémi de Château-Gontier en 1831. Il devient chanoine honoraire de Laval et aumônier des prisons de Laval. Il était membre correspondant de la Société historique et archéologique de la Mayenne.

## Publications
- Le Château de Laval. [Signé : M. Foucault.], imprimerie de Eugène Jamin, 1874
- Poésies et lettres des détenus des prisons de Laval [publiées par l'abbé M. Foucault], imprimerie de Eugène Jamin, 1874
- Les Seigneurs de Laval. [Signé : M. Foucault.], , imprimerie de Eugène Jamin, 1875
- Documents sur Château-Gontier, première baronnie de la province d'Anjou, Chailland, 1883